# Yoseikan aikido
Yoseikan aikido (jap.: 養正館合気道), škola japanske borilačke vještine aikido.

## Povijest
Osnivač Yoseikan aikida je Minoru Mochizuki, koji je bio uči-deši osnivača aikida Morihei Ueshibe, od studenog 1930. do kolovoza 1931. godine. Mochizuki je 1931. godine osnovao svoj dođo koji je nazvao Yoseikan, u mjestu Shizuoka. Ostao je u kontaktu s Moriheijem Ueshibom, sve do Ueshibine smrti 1969. godine.  
Nakon što je Yoseikan dođo izgrađen 1931. godine, Morihei Ueshiba posjetio je, nadgledao i predavao na Yoseikanu. Godine 1931. Morihei Ueshiba mu je dao diplome (dva svtika) za Daito-rju Aiki-džiju-džicu, a 8. Dan u aikidu dobio je od Moriheija Ueshibe 1950-tih. Zvanje 10. Dan mu je kasnije dodijelio od MMAF s odobrenjem došua Kisshomarua Ueshibe .
Od 1970-ih godina Yoseikan aikido formalno je organiziran kao Yoseikan Budo, zajedno s ostalim vještinama koje je Monori Mochizuki produčavao i savladao, kao što su: džudo, karate, džiju-džicu, Okinavski kobudo, iaido, kendo, đođucu i mongolski kempo. Međutim, neki dođoi i dalje širom svijeta takav vid svoje vještine koju je podučavao Mochizuki nazivaju aikidm, i to Yoseikan aikido ili Yoseikan džiju-džicu.

## Odlika škole
Yoseikan aikido sadrži sve aspekte prisutne u drugim školama aikida, kao što su: ai (sklad), ki (energija), kokyu (dah), seika-no-itten (središnja točka), irimi (ulazak) i tenkan (skretanje). Također, uključeni su i drugi aspekti iz džuda, kao što je kuzushi (neuravnoteženost), tsukuri (pozicioniranje), jita kyoei (međusobno blagostanje i boljitak), sei ryoku zen yo (maksimalna efikasnost).
Mochizuki je prilikom podučavanja borilačkih vještina u Fracuskoj, pedesetih godina prošlog stoljeća, svojim borbenim iskustvom smatrao da je aikidu treba jača tehnička osnova. U osnovi, sve tehnike džuda mogu se smatrati tehnikama Yoseikan aikida. U stvarnosti, dodaje samo nekoliko osnovnih džudo tehnika, poput bacanja kukova, bacanja ramena (koje postoje u drugim aikido školama), kretanja stopala i požrtvovanih bacanja. Mnogi aikidoke vide ideju kretanja stopala i bacanja kao suprotne suštinskim principima aikida, gdje su ravnoteža i centriranje najvažniji. Međutim, ove tehnike ne rezultiraju gubitkom središta ili ravnoteže. U osnovi, tehnike čišćenja stopala u Yoseikan Aikidu su identične otoshi wazi (tehnikama spuštanja) u drugim aikido školama. Upotreba stopala osigurava efikasnost tehnike čak i kad se protivnik opire. Manji naglasak se tada stavlja na vrijeme, i što je još važnije, preveliki napad nije potreban. Što se tiče bacanja, osnovni princip koji se koristi u Yoseikan aikidu je gyokushin, odnosno Duh lopte. Čak i kada se kugla kotrlja, ona održava svoje središte, a to vrijedi i za Yoseikan aikido prilikom izvođenja požrtvovanih bacanja. Ne mora se biti na nogama da bi se sferično kretali, što je važno u primjeni tehnika u aikidu.
Iskrenost je aspekt koji uveliko utiče na Yoseikan aikido. Iz tog razloga, Yoseikan aikido uključuje osnove, kombinacije i fundamentalne kate iz karatea. Ovo osigurava da će napadač u Yoseikan aikidu biti jednako djelotvoran i iskren u napadu, koliko će i osoba koja izvodi tehniku postati u obrani. 
Glavna razlika između Yoseikan aikida i drugih škola je način na koji je Mochizuki strukturirao svoje učenje, a samim tim i način aikida koji se podučavao u Yoseikan dođou. Yoseikan ima vrlo logičnu strukturu, što se može shvatiti kao temeljni utjecaj Jigora Kana na ovaj stil aikida.

## Vanjske poveznice
- Yoseikan Japan official web site